# 1000-km-Rennen von Monza 1966

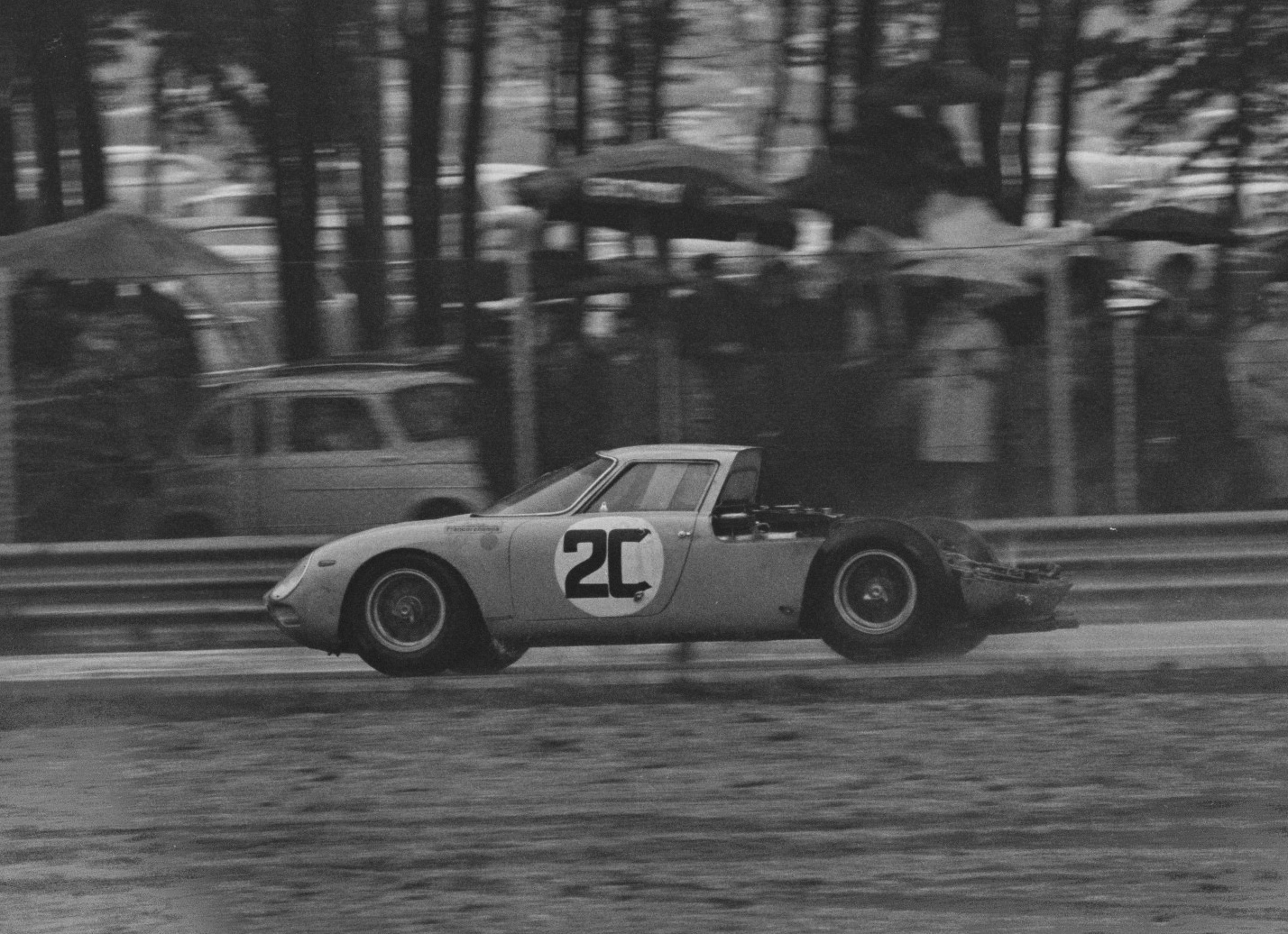
Der Ferrari 250LM von Pierre Noblet und Léon Dernier mit fehlender Motorhaube

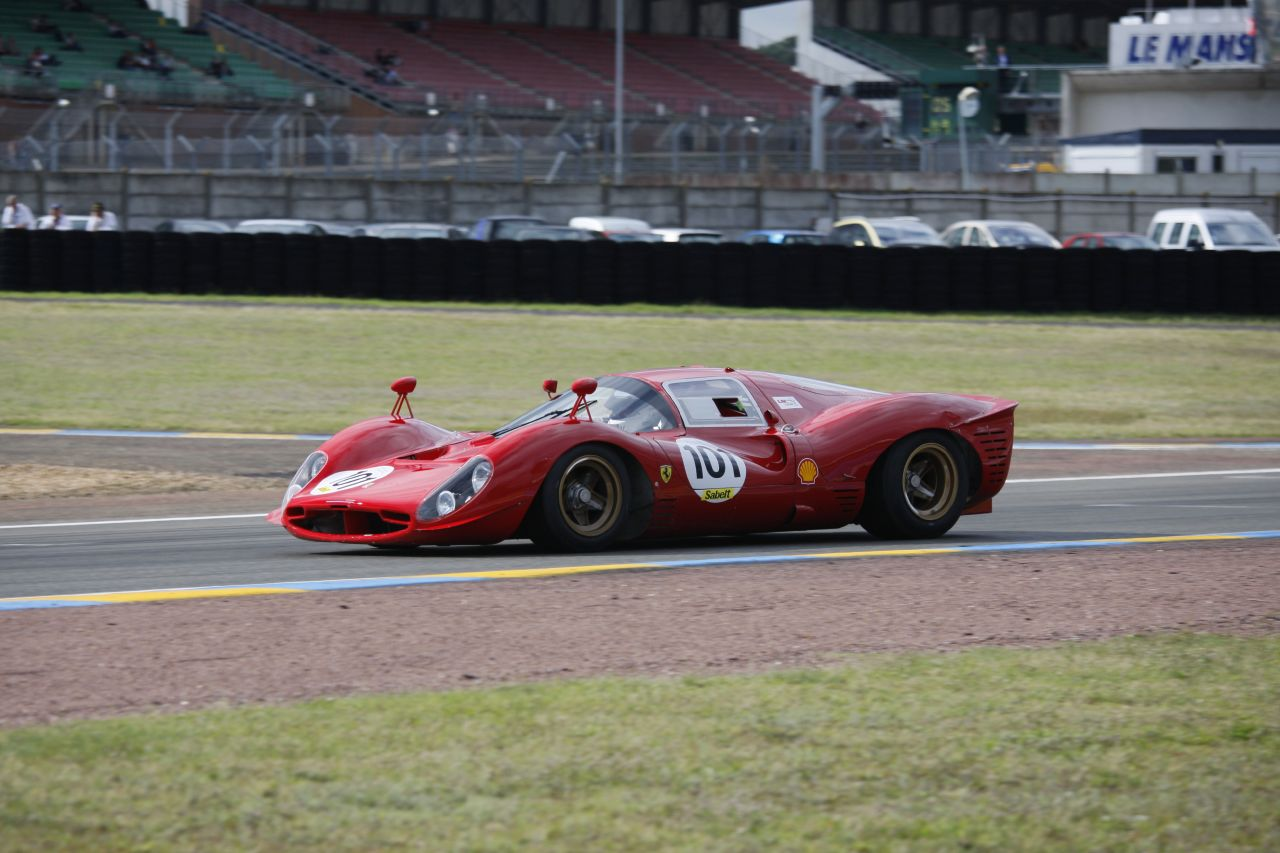
Ferrari 330P3

Das fünfte 1000-km-Rennen von Monza, auch 1000 km di Monza, Autodromo Nazionale di Monza, fand am 25. April 1966 auf dem Autodromo Nazionale Monza statt und war der dritte Wertungslauf der Sportwagen-Weltmeisterschaft dieses Jahres.

## Das Rennen
Das Rennen in Monza war der dritte Wertungslauf der Sportwagen-Weltmeisterschaft 1966. Die Saisoneröffnung in Daytona gewannen Ken Miles und Lloyd Ruby auf einem von Carroll Shelby eingesetzten Ford GT40 Mk.II. Auch in auf dem Sebring International Raceway, dem zweiten Wertungslauf, blieben Miles und Ruby erfolgreich. Diesmal pilotierten sie einen X1 Roadster, einen GT40 mit Hardtop-Dach.
In Monza gab der Matra MS620 sein Renndebüt. Der MS620 war der erste Matra-Sportwagen-Prototyp; gefahren wurde er von Johnny Servoz-Gavin und Jean-Pierre Jaussaud. Ferrari setzte zum zweiten Mal den neuen 330P3 ein. John Surtees, der Ende 1965 bei einer Testfahrt mit dem Lola T70 einen schweren Unfall hatte, gab sein Comeback im Renncockpit. Schon zu seiner Formel-1-Zeit hatte Surtees immer wieder Probleme mit Ferrari-Rennleiter Eugenio Dragoni. Kaum war er zurück, begannen die Schwierigkeiten aufs Neue. Dragoni setzte Surtees zu Mike Parkes ins Auto, dem Surtees unsympathisch war, was zu Spannungen im Team führte.
In Monza wurde der gesamte Rundkurs einschließlich der Steilkurven befahren. Im strömenden Regen siegten trotz aller Unstimmigkeiten Surtees und Parkes vor den beiden Ford GT40 von Masten Gregory/John Whitmore und Herbert Müller/Willy Mairesse.

## Ergebnisse

### Schlussklassement
| 1               | P + 3.0  | 14 | SpA Ferrari SEFAC          | John Surtees Mike Parkes                           | Ferrari 330P3 Coupé          | 100 |
| 2               | S + 3.0  | 5  | Essex Wire Corporation     | Masten Gregory John Whitmore                       | Ford GT40                    | 99  |
| 3               | S + 3.0  | 69 | Scuderia Filipinetti       | Herbert Müller Willy Mairesse                      | Ford GT40                    | 98  |
| 4               | P 2.0    | 28 | Porsche System Engineering | Gerhard Mitter Hans Herrmann                       | Porsche 906                  | 98  |
| 5               | P 2.0    | 30 | Charles Vögele             | Joseph Siffert Charles Vögele                      | Porsche 906                  | 96  |
| 6               | S + 3.0  | 6  | Ford France                | Guy Ligier Henri Greder                            | Ford GT40                    | 95  |
| 7               | P 2.0    | 29 | Porsche System Engineering | Colin Davis Dieter Glemser                         | Porsche 906                  | 94  |
| 8               | S + 3.0  | 21 | António Peixinho           | Pierre de Siebenthal António Peixinho              | Ferrari 250LM                | 94  |
| 9               | S + 3.0  | 8  | Nick Cussons               | Brian Redman Richard Bond                          | Ford GT40                    | 94  |
| 10              | P 2.0    | 35 | Spa Ferrari SEFAC          | Lorenzo Bandini Ludovico Scarfiotti                | Ferrari Dino 206S            | 93  |
| 11              | S 1.6    | 45 | Autodelta SpA              | Andrea de Adamich Teodoro Zeccoli                  | Alfa Romeo Giulia TZ2        | 92  |
| 12              | P 2.0    | 31 | André Wicky                | André Wicky André Knörr                            | Porsche 906                  | 91  |
| 13              | P 2.0    | 38 | Maranello Concessionaires  | Richard Attwood David Piper                        | Ferrari Dino 206S            | 90  |
| 14              | P 1.3    | 55 | Abarth Corse               | Anton Fischhaber Ernst Furtmayr Giancarlo Baghetti | Abarth 1300 OT               | 89  |
| 15              | P 1.3    | 54 | Abarth Corse               | Johannes Ortner Klaus Steinmetz                    | Abarth 1300 OT               | 85  |
| 16              | P 1.3    | 58 | Sergio Morando             | Sergio Morando Gianni Varese                       | Abarth 1300 OT               | 85  |
| 17              | GT + 3.0 | 16 | Siegfried Zwimpfer         | Siegfried Zwimpfer Hans Illert                     | Ferrari 275 GTB              | 83  |
| 18              | P 1.3    | 52 | Societé Automobiles Alpine | Jean Vinatier Roger Delageneste                    | Alpine A210                  | 81  |
| 19              | GT + 3.0 | 15 | Giovanni Pessina           | Giovanni Pessina Piero Botalla                     | Ferrari 275 GTB              | 81  |
| Nicht klassiert |          |    |                            |                                                    |                              |     |
| 20              | P + 3.0  | 2  | Bizzarrini Prototipi       | Edgar Berney Antonio Nieri                         | Bizzarrini GT Strada 5300    |     |
| 21              | P 2.0    | 27 | Matra Sports               | Johnny Servoz-Gavin Jean-Pierre Jaussaud           | Matra MS620                  |     |
| 22              | P 1.3    | 51 | Hubert Giraud              | Jean-Louis Marnat Jean-Pierre Jabouille            | Marcos Mini GT               |     |
| Ausgefallen     |          |    |                            |                                                    |                              |     |
| 23              | GT + 3.0 | 1  | Denis Veyrat               | Denis Veyrat Jean Blanc                            | Chevrolet Corvette Sting Ray |     |
| 24              | S + 3.0  | 3  | F. English Ltd.            | Innes Ireland Chris Amon                           | Ford GT40                    |     |
| 25              | S + 3.0  | 4  | Essex Wire Corporation     | Skip Scott Peter Revson                            | Ford GT40                    |     |
| 26              | S + 3.0  | 10 | John Sparrow               | John Sparrow Bill Pendleton                        | Shelby Cobra                 |     |
| 27              | P + 3.0  | 11 | Ecurie Francorchamps       | Lucien Bianchi Jean Blaton                         | Ferrari 365P2                |     |
| 28              | S + 3.0  | 18 | Scuderia St. Ambroeus      | Carlo Facetti Nino Vaccarella                      | Ferrari 250LM                |     |
| 29              | S + 3.0  | 20 | Ecurie Francorchamps       | Pierre Noblet Léon Dernier                         | Ferrari 250LM                |     |
| 30              | S + 3.0  | 22 | Squadra Bardahl            | Art Swanson Robert Ennis                           | Ferrari 250LM                |     |
| 31              | S 3.0    | 23 | Scuderia St. Ambroeus      | Luigi Taramazzo Giorgio Pianta                     | Ferrari 250 GTO/64           |     |
| 32              | P 2.0    | 33 | Gerhard Koch               | Gerhard Koch Udo Schütz                            | Porsche 906                  |     |
| 33              | P 2.0    | 37 | Scuderia St. Ambroeus      | Giampiero Biscaldi Mario Casoni                    | Ferrari Dino 206S            |     |
| 34              | P 2.0    | 39 | Turillo Barbuscia          | Turillo Barbuscia Secondo Ridolfi                  | Porsche 904 GTS              |     |
| 35              | S 2.0    | 40 | Michel Weber               | Michel Weber Jochen Neerpasch                      | Porsche 904 GTS              |     |
| 37              | S 1.6    | 43 | Squadra Foitek             | Rico Steinemann Andreas Eichhorn                   | Lotus Elan                   |     |
| 38              | S 1.6    | 46 | Autodelta SpA              | Roberto Bussinello Giacomo Russo                   | Alfa Romeo Giulia TZ2        |     |
| 39              | S 1.6    | 48 | Autodelta SpA              | Enrico Pinto Carlo Zuccoli                         | Alfa Romeo Giulia TZ2        |     |
| 40              | P 1.3    | 53 | Societé Automobiles Alpine | Mauro Bianchi Henri Grandsire                      | Alpine A210                  |     |
| 41              | P 1.3    | 56 | Abarth Corse               | Giancarlo Baghetti Leo Cella                       | Abarth 1300OT                |     |
| Nicht gestartet |          |    |                            |                                                    |                              |     |
| 42              | P 2.0    | 36 | SpA Ferrari SEFAC          | Nino Vaccarella Bob Bondurant                      | Ferrari Dino 206S            | 1   |

1 Unfall im Training

### Nur in der Meldeliste
Hier finden sich Teams, Fahrer und Fahrzeuge, die ursprünglich für das Rennen gemeldet waren, aber aus den unterschiedlichsten Gründen daran nicht teilnahmen.
| Pos. | Klasse  | Nr. | Team                     | Fahrer                             | Chassis                |
| ---- | ------- | --- | ------------------------ | ---------------------------------- | ---------------------- |
| 43   | P 1.3   |     |                          |                                    | Diva Valkyrie          |
| 44   | P 2.0   |     | Matra Sports             | Ernesto Brambilla                  | Matra M620             |
| 45   | S + 3.0 |     |                          | Vic Wilson                         | Ferrari 250LM          |
| 46   | S + 3.0 |     | Epstein Enterprises Ltd. | Paul Hawkins Jackie Epstein        | Ferrari 250LM          |
| 47   | S + 3.0 | 7   | Alan Mann                | Graham Hill Jackie Stewart         | Ford GT40              |
| 48   | P + 3.0 | 12  | David Piper              | Joseph Siffert Colin Davis         | Ferrari 330P2          |
| 49   | S + 3.0 | 19  | Peter Clarke             | Peter Clarke Mark Konig            | Ferrari 250LM          |
| 50   | S 3.0   | 24  | Scuderia Pegaso          | Ferdinando Latteri Ignazio Capuano | Ferrari 250 GTO        |
| 51   | S 3.0   | 25  | Roberto Dari             | Roberto Dari Fabio Cinesi          | Lancia Flaminia Zagato |
| 52   | P 2.0   | 26  | Scuderia Sant Ambroeus   | Antonio Finiguerra                 | Porsche 906            |
| 53   | P 2.0   | 32  | Mike De Udy              | Mike De Udy Peter de Klerk         | Porsche 906            |
| 54   | P 2.0   | 34  | Racing Team Holland      | David van Lennep Gijs van Lennep   | Porsche 906            |
| 55   | S 2.0   | 41  | Joseph Greger            | Joseph Greger Fritz Leinenweber    | Porsche 904 GTS        |
| 56   | P 1.6   | 42  | Squadra Tartaruga        | Xavier Perrot Emil Knecht          | Lotus 23               |
| 57   | P 1.6   | 44  | Ecurie Biennoise         | Gustav Schlup Jörg Wyssbrod        | Elva Mk.VII            |
| 58   | P 1.6   | 49  | Giuseppe Tronci          | Giuseppe Tronci Giorgio Bianchi    | Alfa Romeo Giulia TZ   |
| 59   | P 1.6   | 50  | Romano Martini           | Romano Martini Piero Conte         | Alfa Romeo Giulia TZ   |
| 60   | P 1.6   | 57  | Enrico Bettoni           | Enrico Bettoni Nanni Galli         | Abarth 1300OT          |

### Klassensieger
| Klasse   | Fahrer             | Fahrer          | Fahrer             | Fahrzeug              | Platzierung im Gesamtklassement |
| -------- | ------------------ | --------------- | ------------------ | --------------------- | ------------------------------- |
| P + 3.0  | John Surtees       | Mike Parkes     |                    | Ferrari 330P3 Coupé   | Gesamtsieg                      |
| P 2.0    | Gerhard Mitter     | Hans Herrmann   |                    | Porsche 906           | Rang 4                          |
| P 1.3    | Anton Fischhaber   | Ernst Furtmayr  | Giancarlo Baghetti | Abarth 1300OT         | Rang 14                         |
| S + 3.0  | Masten Gregory     | John Whitmore   |                    | Ford GT40             | Rang 2                          |
| S 1.6    | Andrea de Adamich  | Teodoro Zeccoli |                    | Alfa Romeo Giulia TZ2 | Rang 11                         |
| GT + 3.0 | Siegfried Zwimpfer | Hans Illert     |                    | Ferrari 275 GTB       | Rang 17                         |

### Renndaten
- Gemeldet: 60
- Gestartet: 41
- Gewertet: 19
- Rennklassen: 6
- Zuschauer: unbekannt
- Wetter am Renntag: Regen
- Streckenlänge: 10,100 km
- Fahrzeit des Siegerteams: 6:05:11,600 Stunden
- Gesamtrunden des Siegerteams: 100
- Gesamtdistanz des Siegerteams: 1010,000 km
- Siegerschnitt: 165,939 km/h
- Pole Position: Mike Parkes – Ferrari 330P3 Coupé (#14) – 2:58,100 = 204,155 km/h
- Schnellste Rennrunde: John Surtees – Ferrari 330P3 Coupé (#14) – 3:26,700 = 175,907 km/h
- Rennserie: 3. Lauf zur Sportwagen-Weltmeisterschaft 1966